# Luciano Albertini
Luciano Albertini (30 de noviembre de 1882 – 6 de enero de 1945) fue un actor, productor de cine y director de cine italiano. Tras aparecer inicialmente en películas en su país, se mudó a Alemania una vez acabada la Primera Guerra Mundial. En 1921 fundó la productora Albertini-Film, en colaboración con Ernst Hugo Correll. Durante la República de Weimar apareció en una serie de películas mudas de suspenso y aventuras. Protagonizó películas con su esposa Linda Albertini.

## Filmografía

### Actor
- Spartacus (1913)
- Assunta Spina (1915)
- The Monster of Frankenstein (1920)
- The King of the Circus Ring (1921)
- Julot the Apache (1921)
- Der Mann aus Stahl (1922)
- The Homecoming of Odysseus (1922)
- The Ravine of Death (1923)
- The Maharaja's Victory (1923)
- The Iron Man (1924)
- Mister Radio (1924)
- One Minute to Twelve (1925)
- The Man on the Comet (1925)
- The King and the Girl (1925)
- Lives in Danger (1926)
- Rinaldo Rinaldini (1927)
- The Criminal of the Century (1928)
- The Insurmountable (1928)
- Tempo! Tempo! (1929)
- Arsenal (1929)
- All is at Stake (1932)

### Director
- The Man of Steel (1922)
- The Ravine of Death (1923)